# Pedro Mairal
Pedro Mairal (Buenos Aires, 27 de septiembre de 1970) es un escritor, músico y guionista argentino.  En el 2007, fue incluido por el jurado de Bogotá39 entre los mejores escritores jóvenes latinoamericanos. Además, forma parte de la Generación del 90, junto a otros escritores argentinos que admira, como Fabián Casas, Santiago Vega, Samanta Schweblin y Selva Almada.

## Biografía

### Primeros años
Pedro Mairal nació en la ciudad de Buenos Aires, Argentina, el 27 de septiembre de 1970. Comenzó a estudiar medicina en 1989, pero al poco tiempo abandonó la carrera. En 1991 comenzó a estudiar Letras en la Universidad del Salvador. En 1994 publicó sus primeros poemas en el suplemento literario del diario La Prensa y, tiempo después, en 1997, coordinó un taller literario en la Universidad del Salvador y dio clases como profesor adjunto de literatura inglesa, que actualmente sigue dando.

### Trayectoria literaria
Mairal publicó su primera novela, Una noche con Sabrina Love, en 1998, por la cual recibió el Premio Clarín de Novela ese mismo año, por un jurado integrado por Augusto Roa Bastos, Adolfo Bioy Casares y Guillermo Cabrera Infante, y fue llevada al cine en el filme homónimo por Alejandro Agresti en el 2000. Publicó en 2005 su segunda novela, El año del desierto, y en 2008 su tercera, Salvatierra. Asimismo, publicó dos libros de poesía: Tigre como los pájaros (1996) y Consumidor final (2003), además de dos libros de cuentos: Hoy temprano, del 2001, y Breves amores eternos, de 2019.
Publicó bajo el seudónimo de Ramón Paz los poemarios Pornosonetos I (2003), Pornosonetos II (2005) y Pornosonetos III (2008), que fueron reunidos y publicados en 2018 bajo el nombre de Pornosonetos. En 2011 condujo el programa televisivo Impreso en Argentina, emitido por el Canal Encuentro. Entre abril de 2008 y junio de 2013 publicó una columna semanal en el diario Perfil.

## Obra

### Novelas
- 1998: Una noche con Sabrina Love
- 2005: El año del desierto
- 2008: Salvatierra
- 2016: La uruguaya

### Cuentos
- 2001: Hoy temprano
- 2019: Breves amores eternos

### Poesía
- 1996: Tigre como los pájaros
- 2003: Consumidor final
- 2003: Pornosonetos (bajo el pseudónimo de Ramón Paz)
- 2005: Pornosonetos II (bajo el pseudónimo de Ramón Paz)
- 2008: Pornosonetos III (bajo el pseudónimo de Ramón Paz)
- 2013: El gran surubí (con ilustraciones de Jorge González)
- 2018: Pornosonetos

### No-ficción
- 2013: El equilibrio
- 2014: El subrayador
- 2017: Maniobras de evasión
- 2022: Esta historia ya no está disponible

## Premios y reconocimientos
- 1994: mención en el Premio Fortabat de poesía por Tigre como los pájaros[9][4]
- 1998: Premio Clarín de Novela por Una noche con Sabrina Love[9]
- 2017: Premio Tigre Juan por La uruguaya[10]